# Eudistoma viride
Eudistoma viride is een zakpijpensoort uit de familie van de Polycitoridae. De wetenschappelijke naam van de soort is voor het eerst geldig gepubliceerd in 1955 door Tokioka.